# فيجويرا تشامبيونز كلاسيك 2023
2023 Figueira Champions Classic هو سباق دراجات هوائية من فئة  1.1، وهو الموسم الأول من فيجويرا تشامبيونز كلاسيك ‏، وأقيم في 12 فبراير 2023 ضمن سباقات طواف أوروبا للدراجات 2023، وشارك فيه  123 متسابقاً ووصل إلى نهايته  93 متسابقاً.
فاز بالمركز الأول كاسبر بيدرسين، وفاز بالمركز الثاني Rune Herregodts ‏، وفاز بالمركز الثالث ماريجن فان دن بيرغ.

## الفرق
| فرق عالمية (6)- Soudal Quick-Step - Team DSM - EF Education-EasyPost - Alpecin-Deceuninck - Intermarché-Circus-Wanty - Trek-Segafredo فرق برو (3)- أوسكالتيل أوسكادي 2023 ‏ - Q36.5 Pro Cycling Team ‏ - كاجا رورال-سيغوروس 2023 ‏ فرق قارية (9)- أنترت فيرينسي ‏ - Rádio Popular–Paredes–Boavista ‏ - إيفابيل سيلينج 2023 ‏ - Louletano Desportos Clube (cycling) ‏ - Tavfer–Ovos Matinados–Mortágua ‏ - Sabgal–Anicolor ‏ - كيلي - سيمولدز يو دي أو 2023 ‏ - Credibom–LA Alumínios–Marcos Car ‏ - AP Hotels & Resorts–Tavira–SC Farense ‏ |  |
| |  |

## التصنيف العام النهائي
| التصنيف العام         | التصنيف العام       | التصنيف العام            | التصنيف العام | التصنيف العام |
| العداء                | العداء              | الفريق                   | الوقت         |               |
| --------------------- | ------------------- | ------------------------ | ------------- | ------------- |
| 1                     | كاسبر بيدرسين       | Soudal Quick-Step        | 4 س 35 د 54 ث |               |
| 2                     | Rune Herregodts ‏    | Intermarché-Circus-Wanty | + 0 ث         |               |
| 3                     | ماريجن فان دن بيرغ  | EF Education-EasyPost    | + 0 ث         |               |
| 4                     | روي كوستا           | Intermarché-Circus-Wanty | + 0 ث         |               |
| 5                     | Natnael Tesfatsion ‏ | تريك سيغافريدو           | + 0 ث         |               |
| 6                     | Kevin Vermaerke ‏    | Team DSM                 | + 0 ث         |               |
| 7                     | ماغنوس كورت نيلسن   | EF Education-EasyPost    | + 0 ث         |               |
| 8                     | Mathias Vacek ‏      | تريك سيغافريدو           | + 0 ث         |               |
| 9                     | Nicola Conci ‏       | Alpecin-Deceuninck       | + 0 ث         |               |
| 10                    | Kobe Goossens ‏      | Intermarché-Circus-Wanty | + 0 ث         |               |
|                       |                     |                          |               |               |
| مصدر: ProCyclingStats |                     |                          |               |               |

## وصلات خارجية
- الموقع الرسمي
- لمحة عن سباق فيجويرا تشامبيونز كلاسيك 2023 على موقع  ProCyclingStats   (برو  سايكلنج  ستاتس) - إحصاءات  محترفي  الدراجات.
- فيجويرا تشامبيونز كلاسيك 2023 على موقع إحصائيات الدراجات الإحترافية (الإنجليزية)